# Proterogyrinus
Genre
Proterogyrinus est un genre éteint de reptiliomorphes de la famille des Proterogyrinidae.

## Description
Il est probable que les premiers reptiles, tels que Petrolacosaurus, ont évolué à partir des reptiliomorphes. Comme d'autres reptiliomorphes, comme Seymouria, Proterogyrinus pouvait s'aventurer plus loin de l'eau que la plupart des amphibiens. Son nom signifie en grec "début du voyage" ou "têtard plus tôt". Proterogyrinus avait une forme similaire à celle d'autres amphibiens préhistoriques et de reptiliomorphes, tels que Crassigyrinus et Eryops. Il mesurait environ deux mètres et demi de long, de la même taille que certains des plus grands lézards modernes.

## Liste d'espèces
Selon BioLib (22 mars 2020) :
- Proterogyrinus pancheni Smithson, 1986 †
- Proterogyrinus scheeleri Romer, 1970 †

## Dans la culture populaire
Protérogyrinus apparaît dans Sur la terre des géants et attaque un Arthropleura.